# Якимов, Виталий Николаевич
Виталий Николаевич Якимов (29 ноября 1931, Большие Бикшихи, Канашский район, Чувашская АССР, СССР — 16 мая 2021, Москва) — советский и российский историк, экономист, организатор высшего образования; партийный и государственный деятель. Ректор Института подготовки и повышения квалификации кадров Минтруда России (1986—1998). Доктор экономических наук (1974), профессор (1975).

## Биография

### Происхождение
Виталий Николаевич Якимов родился 29 ноября 1931 года в деревне Большие Бикшихи Канашского района Чувашской АССР в семье колхозников. Родители: Якимов Николай Якимович и Кузнецова Татьяна Никифоровна трудились в колхозе «Мотор» Канашского района Чувашской АССР.
С 1938 по 1945 год Виталий Якимов учился в Больше-Бикшихинской семилетней школе. С 1943 по 1944 работал учётчиком в колхозе «Мотор» Канашского района Чувашской АССР. После окончания школы поступил в Канашское педагогическое училище Чувашской АССР. С 1947 года состоял в рядах ВЛКСМ. Закончив педучилище в 1948 году поступил на исторический факультет Чувашского государственного педагогического института, который окончил в 1952 году. В марте 1952 года принят кандидатом в члены КПСС. С марта 1950 года по май 1952 года В. Н. Якимов совмещал учёбу с работой в должности секретаря в деканате исторического факультета пединститута. В годы учёбы занимался общественной деятельностью: комсорг группы, член бюро комсомольской организации факультета.

### Профессиональная карьера
После окончания института и получения диплома с отличием, был направлен на работу в Янтиковскую среднюю школу Янтиковского района Чувашской АССР, в которой работает преподавателем истории и заведующим учебной частью с 1952 по 1953 год. С 1953 года — член КПСС. С ноября 1952 года — член бюро Янтиковского райкома ВЛКСМ, в 1952—1953 годах руководил кружками по изучению истории КПСС при комсомольской организации райисполкома и политэкономии при партийной организации Янтиковской средней школы.
С 1953 по 1957 год — первый секретарь Канашского райкома ВЛКСМ. С сентября 1953 по 1957 год заочно обучался в аспирантуре Московского государственного университета имени М. В. Ломоносова и сдал кандидатские экзамены по специальности «Политическая экономия». В сентябре 1954 года избран секретарем по пропаганде и агитации Чувашского обкома ВЛКСМ. В этот период выступал с лекциями и докладами. 14 сентября 1957 года В. Н. Якимов утвержден первым секретарем Чувашского обкома ВЛКСМ, в этой должности работает до 1961 года. С 1961 по 1962 год работал первым секретарем Шемуршинского райкома КПСС Чувашской АССР. С января 1963 года работал в аппарате Чувашского обкома КПСС заведующим идеологическим отделом, затем заведующим отделом партийных органов по сельскому хозяйству. С 28 декабря 1964 по 1965 год работает заведующим отделом пропаганды и агитации обкома КПСС.
В 1965 году В. Н. Якимов направлен на учёбу в Академию общественных наук при ЦК КПСС, по окончании которой до 1970 года занимал должность декана экономического факультета в Чувашском государственном университете. В 1967 году окончил аспирантуру Академии общественных наук при ЦК КПСС. С 1968 по 1973 год также заведующий кафедрой политической экономии, старший научный сотрудник (1970—1972) университета.
С 1974 года — доктор экономических наук (докторскую диссертацию защитил на тему «Закономерности воспроизводства рабочей силы и их действие в колхозах»), с 1975 — профессор.
С 1974 по 1985 год работает заведующим кафедрой политической экономии Высшей комсомольской школы при ЦК ВЛКСМ в Москве. С 1986 по 1998 год — ректор Всесоюзного института повышения квалификации руководящих работников и специалистов по труду и социальным вопросам Госкомтруда СССР (с 1992 — Институт подготовки и повышения квалификации кадров Минтруда России). С 1998 года — профессор Института молодёжи и заведующий кафедрой менеджмента Национального института бизнеса в Москве.
Был заместителем председателя диссертационного совета по экономическим наукам при Московском гуманитарном университете, профессором кафедры экономических и финансовых дисциплин Московского гуманитарного университета. Подготовил 31 кандидата и 4 докторов экономических наук по специальности «политическая экономия» (экономическая теория) и «экономика труда», осуществлял научное руководство по экономике труда и экономике, организации и управлению предприятиями, отраслями, комплексами. Вел курс «Экономика труда» для аспирантов. Со дня открытия специализированного совета по защите кандидатских диссертаций по экономическим наукам (1976) В. Н. Якимов является его членом, а в 1982—1986 годах был его председателем. Якимов Виталий Николаевич был членом диссертационных советов по защите докторских диссертаций в Московском институте народного хозяйства им. Г. В. Плеханова, Академии общественных наук при ЦК КПСС, экспертом ВАК СССР; диссертационного совета при Чувашском государственном университете.
Является автором более 150 научных трудов, среди которых 16 монографий и учебных пособий.
В последние годы являлся одним из руководителей Московского общества чувашской культуры.

## Награды
- Знак «За отличные успехи» Министерства высшего и среднего специального образования СССР,
- Знак «Отличник профтехобразования СССР»,
- Почётный знак ВЛКСМ,
- Знак «За активную работу в системе Госкомтруда СССР»;
- Большая серебряная медаль ВДНХ
- Малая серебряная медаль ВДНХ
- Медаль «За доблестный труд. В ознаменование 100-летия со дня рождения В. И. Ленина» (1970);
- Медаль «Ветеран труда» (1989),
- Медаль «В память 850-летия Москвы» (1997)

## Труды
- «Проблемы трудовых ресурсов колхозов» (1969),
- «Закономерности воспроизводства рабочей силы в условиях технического прогресса» (1972),
- «Формирование достойной смены сельских тружеников» 1980),
- «Социальное развитие предприятий и работа с кадрами» (1989),
- «Экономическое образование и воспитание школьников» (1990),
- «Управление трудом и социальными процессами» (1997),
- «Труд и социальное развитие. Словарь» (2001),
- «Занятость населения (теория и механизм управления в регионе)» (2006).